# Dannielle Khan
Dannielle Jade Elizabeth „Danni“ Khan MBE (* 1. September 1995 in Solihull) ist eine britische Bahnradsportlerin,  die auf Kurzzeitdisziplinen spezialisiert ist. Zudem war sie als Shorttrackerin erfolgreich.

## Sportliche Laufbahn
Ihre sportliche Laufbahn begann Danielle Khan im Alter von acht Jahren als Shorttrackerin des Mohawks Ice Racing Club in ihrem Heimatort Solihull. Im Alter von 14 Jahren bekam sie ihr erstes Fahrrad und nutzte den Radsport zunächst als Konditionstraining. Als sie 2011 für sich selbst überraschend zwei nationale Radsporttitel in ihrer Altersklasse errang, beschloss sie, sich auf den Radsport zu konzentrieren. 2012 wurde sie in das britische Olympic Development Programme aufgenommen.
2013 wurde Khan in Glasgow zweifache Weltmeisterin der Junioren, im Sprint und im 500-Meter-Zeitfahren; im Keirin wurde sie Vize-Weltmeisterin. Im selben Jahr errang sie gemeinsam mit Jessica Varnish den britischen Meistertitel im Teamsprint und gewann die Keirin-Gesamtwertung des britischen Bahnrad-Wettbewerbs Revolution Series.
2016 wurde Danielle Khan gemeinsam mit Emily Kay, Manon Lloyd und Emily Nelson Europameisterin (U23) in der Mannschaftsverfolgung.
Nach einer längeren Wettkampfpause erhielt Khan ab 1. Juli 2019 einen Vertrag beim Team Lotto Soudal Ladies, wo sie aber nur bis Ende der Saison blieb. 2023 wurde sie zur Teilnahme an der UCI Track Champions League 2023 nominiert.
Seit November 2023 ist sie Pilotin der sehbehinderten Fahrerin Elizabeth Jordan, mit der sie bei den Sommer-Paralympics 2024 im Zeitfahren und bei den Paracycling-Bahnweltmeisterschaften 2024 im 1000-Meter-Zeitfahren, Sprint und der Einerverfolgung jeweils Gold gewann.

## Erfolge
2013
- Junioren-Weltmeister – Sprint, 500-Meter-Zeitfahren
- Junioren-Weltmeisterschaft – Keirin

2014
- Britische Meisterin – Teamsprint (mit Jessica Varnish)[6]

2016
- Bahnrad-Weltcup in Glasgow – Omnium, Mannschaftsverfolgung (mit Eleanor Dickinson, Manon Lloyd, Emily Nelson und Emily Kay)
- Europameisterschaft – Mannschaftsverfolgung (mit Emily Kay, Manon Lloyd und Emily Nelson)

- Europameisterin (U23) – Mannschaftsverfolgung (mit Emily Kay, Manon Lloyd und Emily Nelson)

2017
- Britische Meisterin – 500-Meter-Zeitfahren[7]

2024
- Paracycling-Bahnweltmeisterschaft – Sprint, 1000-Meter-Zeitfahren, Einerverfolgung (Pilotin für Elizabeth Jordan)
- Paralympics – 1000-Meter-Zeitfahren (Pilotin für Elizabeth Jordan)